# لين هاميلتون
لين هاميلتون (بالإنجليزية: Lyn Hamilton)‏ (6 أغسطس 1944، تورونتو في كندا - 10 سبتمبر 2009)؛ كاتِبة ومؤلِّفة وروائية كندية. درست في جامعة تورنتو.

## روابط خارجية
- لين هاميلتون على موقع IMDb (الإنجليزية)